# 菊岡拓朗
菊岡 拓朗（きくおか たくろう、1985年6月30日 - ）は、日本の元サッカー選手。ポジションはミッドフィールダー。

## 来歴
静岡県立清水東高等学校時代からファンタジスタとして知られており、強豪校がひしめく地域にあって全国大会とは無縁だったものの、3年生時には第82回全国高等学校サッカー選手権大会静岡県予選大会で準優勝を果たしている。高校在学中からJクラブの練習にも参加していたが、自身は大学進学を決めており、卒業後は法政大学に進学した。
法政大学サッカー部に入部後は早くからレギュラーを獲得し、3年生時には天皇杯に主力として出場し3回戦に進出。4年生時には関東大学1部リーグでアシスト数第2位を記録し、インカレでは準優勝の原動力となった。これを評価した水戸ホーリーホックにスカウトされ、2008年1月8日に同クラブから菊岡の獲得が発表された。

### 水戸ホーリーホック
背番号は8を与えられ、新人ながら開幕スタメンを飾ると、これ以後も右サイドを主戦場にレギュラーに定着。5月10日のJ2第13節山形戦でプロ初ゴールを直接フリーキックで挙げた。7月に負った怪我の影響で8月下旬まで戦列を離れたが、復帰後徐々に調子を取り戻すと、9月23日のJ2第37節徳島戦では豪快なミドルシュートを決めた。一方、チームの成績はシーズン序盤から振るわず下位に低迷し、自身のゴールもこの2得点に留まった。
2009年の水戸のホームゲームの選手コールでは「サイドを舞う水戸の牛若丸」というキャッチフレーズで紹介され、リーグ戦ではそのフレーズに相応しい活躍を見せ、チャンスメーカーとして水戸の中盤には欠かせない選手となる。3月22日のJ2第3節福岡戦で前年同様にシーズン最初のゴールを直接フリーキックで挙げる などし、リーグ戦序盤から攻撃の起点として水戸の上位躍進を牽引していたが、5月5日のJ2第13節甲府戦で負傷し戦線離脱。復帰後の7月には2ゴールを挙げ、チームの成績も無敗と好調を維持するも、9月に入ると一転して1勝も挙げられず8連敗を喫するなど苦しい戦いを強いられた。シーズンオフには、自身が大学時代に師事を受け、2010年より東京ヴェルディの新監督に就任することが決まった川勝良一より誘いを受け移籍を決意。12月22日に両クラブから菊岡の完全移籍が発表された。

### 東京ヴェルディ
2010年、背番号は前年退団したレアンドロが背負っていた10を与えられた。水戸時代と同じく右サイドを主戦場としたが、この年からボランチにも挑戦し
、リーグ戦序盤は柴崎晃誠とダブルボランチを組み、すぐにその期待に応える働きを見せた。しかし、チームの成績には結びつかずシーズン初勝利は4月18日J2第7節岐阜戦まで持越し、そうして迎えた4月29日J2第9節の前年まで所属した水戸との戦いでは、前半17分に平本一樹のゴールをアシストし、後半5分には自身も移籍後初ゴールを挙げ4-0の勝利に大きく貢献した。この勝利を皮切りにチームの成績も向上し、8月8日J2第21節柏戦では、開幕から19試合無敗を続けていた首位を相手に、コーナーキックから富澤清太郎の決勝点をアシストし勝利に導くなど、東京Vの中盤に欠かせない選手として攻撃を牽引し、チームはリーグ終盤まで上位争いを演じ、2回目の古巣との対戦となった12月4日のJ2最終節水戸戦では再びゴールを挙げ勝利に貢献した。
2011年も引き続き主力選手としてリーグ開幕戦から先発起用され続け、左右両サイド、ボランチと戦況に応じて複数のポジションを務めたが、前年同様チームは勝てず6月まで下位に低迷した。シーズン初ゴールを6月25日J2第18節岡山戦の前半6分に直接コーナーキックで挙げると、続く6月29日J2第2節の水戸戦では古巣戦3試合連続ゴールとなる逆転勝利弾を挙げた。7月9日のJ2第20節岐阜戦では移籍後初の直接フリーキックでゴールを挙げ勝利に貢献した。9月18日J2第28節横浜FC戦では自身初となる1試合2ゴールを挙げるなど、以降も得点を挙げ続け最終的にキャリアハイとなる年間9得点を挙げる活躍を見せ、このうちセットプレーで直接蹴り込んで挙げたゴールは4得点にも上った。シーズンオフの2012年1月9日に栃木SCに完全移籍することが双方のクラブから発表された。

### 栃木SC
1月15日に栃木SCが開催した2012シーズンのニューインプレッションで菊岡は「自分はJ1昇格するために栃木に来ました」とコメント、J2屈指のパサーとして期待されたが 開幕前に負った怪我の影響が長引き開幕戦からの3試合を欠場しチームは連敗を喫した。3月20日のJ2第4節富山戦で復帰すると 以降は左サイドを主戦場に最終節までの全試合に出場し続けた。4月にはコンディションを取戻し、一時はアシスト数でリーグトップに躍り出るなど 栃木の中盤の核として攻撃を牽引し、4月27日J2第10節山形戦でミドルシュートを決め、栃木に移籍後の初得点を挙げると、5月13日J2第14節草津戦では、前年に続き直接コーナーキックでゴールを挙げ、5月20日J2第15節湘南戦、6月17日J2第20節横浜FC戦、7月29日J2第26節水戸戦では直接フリーキックでゴールを挙げるなど、多くの得点機に絡み自らも得点を量産した。しかし、8月以降は1つもゴールを挙げられなくなり、それを象徴するかのようにチームの成績はリーグ終盤にかけて失速した。
2013年はクリスティアーノ、Jリーグでも実績を持つ三都主アレサンドロ、近藤祐介らが即戦力として加入し、ポジション争いは激化するも依然として左サイドを主戦場に栃木の攻撃の核としてチームを牽引した。4月21日J2第10節岐阜戦でシーズン初得点を直接フリーキックで挙げ、このゴールはJリーグのノミネートゴールに選ばれた。8月に入るとサブメンバーに回ることも多くなったが、出場した試合では決定的な働きを見せ、9月7日の天皇杯2回戦の福岡戦では2ゴールを挙げる活躍で勝利に貢献、9月22日のJ2第34節群馬戦では途中出場を果たすと決勝ゴールを挙げるなどした。一方、私生活では10月17日に入籍を果たすが、クラブの財政問題が表面化し菊岡自身も募金活動に参加するなど チームの存続が危ぶまれる事態となり、シーズンオフには獲得オファーのあったコンサドーレ札幌への移籍を決意。12月24日、札幌へ完全移籍することが双方のクラブから発表された。
2015年をもってコンサドーレ札幌との契約が満了となり、2016年よりJ3のSC相模原に完全移籍。

### SC相模原
移籍初年度の2016年、リーグ戦全試合出場を果たし、J3リーグトップとなる9アシストを記録した。
2017年、背番号を10に変更。

### ラインメール青森
2019年にラインメール青森に加入。2021年を以て退団。

### SHIBUYA CITY FC
2022年2月7日、SHIBUYA CITY FCに加入を発表。

### COEDO KAWAGOE F.C
2022年12月19日、COEDO KAWAGOE F.Cに加入を発表。2024年1月29日、第15回埼玉県社会人サッカートーナメント会長杯（天皇杯）兼彩の国カップ埼玉県サッカー選手権大会の大会終了をもって現役引退することを発表した。

### 引退後
埼玉県でジュニアサッカーチームAMA Football Clubを設立した。

## 人物
水戸時代のチームメイトである荒田智之は静岡県立清水東高等学校時代の同級生。2年下には内田篤人がいた。法大時代の同級生には本田拓也、稲葉久人、向慎一、土岐田洸平、市川雅彦、2年上には谷田悠介、田森大己、1年上には井上平（年齢は2歳上）、吉田正樹、1年下には山本孝平、福田俊介、江崎一仁、辻正男、2年下には阿部拓馬らがおり、このうち、山本とは水戸時代に、向、市川、井上、吉田、阿部とは東京V時代にチームメイトになった。

## 所属クラブ
ユース経歴
- 静岡県立清水東高等学校
- 法政大学

プロ経歴
- 2008年 - 2009年 水戸ホーリーホック
- 2010年 - 2011年 東京ヴェルディ
- 2012年 - 2013年 栃木SC
- 2014年 - 2015年 コンサドーレ札幌
- 2016年 - 2018年 SC相模原
- 2019年 - 2021年 ラインメール青森
- 2022年 SHIBUYA CITY FC
- 2023年 - 2024年2月 COEDO KAWAGOE F.C

## 個人成績
| 国内大会個人成績 | 国内大会個人成績 | 国内大会個人成績 | 国内大会個人成績 | 国内大会個人成績 | 国内大会個人成績 | 国内大会個人成績 | 国内大会個人成績 | 国内大会個人成績 | 国内大会個人成績 | 国内大会個人成績 | 国内大会個人成績 |
| 年度             | クラブ           | 背番号           | リーグ           | リーグ戦         | リーグ戦         | リーグ杯         | リーグ杯         | オープン杯       | オープン杯       | 期間通算         | 期間通算         |
| 年度             | クラブ           | 背番号           | リーグ           | 出場             | 得点             | 出場             | 得点             | 出場             | 得点             | 出場             | 得点             |
| 日本             | 日本             | 日本             | 日本             | リーグ戦         | リーグ戦         | リーグ杯         | リーグ杯         | 天皇杯           | 天皇杯           | 期間通算         | 期間通算         |
| ---------------- | ---------------- | ---------------- | ---------------- | ---------------- | ---------------- | ---------------- | ---------------- | ---------------- | ---------------- | ---------------- | ---------------- |
| 2006             | 法大             | 11               | -                | -                | -                | -                | -                | 2                | 0                | 2                | 0                |
| 2008             | 水戸             | 8                | J2               | 28               | 2                | -                | -                | 1                | 0                | 29               | 2                |
| 2009             | 水戸             | 8                | J2               | 40               | 4                | -                | -                | 1                | 0                | 41               | 4                |
| 2010             | 東京V            | 10               | J2               | 34               | 3                | -                | -                | 0                | 0                | 34               | 3                |
| 2011             | 東京V            | 10               | J2               | 35               | 8                | -                | -                | 1                | 1                | 36               | 9                |
| 2012             | 栃木             | 28               | J2               | 39               | 7                | -                | -                | 1                | 0                | 40               | 7                |
| 2013             | 栃木             | 28               | J2               | 35               | 2                | -                | -                | 2                | 2                | 37               | 4                |
| 2014             | 札幌             | 28               | J2               | 22               | 0                | -                | -                | 2                | 0                | 24               | 0                |
| 2015             | 札幌             | 28               | J2               | 8                | 0                | -                | -                | 0                | 0                | 8                | 0                |
| 2016             | 相模原           | 28               | J3               | 30               | 0                | -                | -                | -                | -                | 30               | 0                |
| 2017             | 相模原           | 10               | J3               | 26               | 1                | -                | -                | -                | -                | 26               | 1                |
| 2018             | 相模原           | 10               | J3               | 19               | 1                | -                | -                | -                | -                | 19               | 1                |
| 2019             | 青森             | 28               | JFL              | 28               | 4                | -                | -                | -                | -                | 28               | 4                |
| 2020             | 青森             | 28               | JFL              | 13               | 0                | -                | -                | 1                | 0                | 14               | 0                |
| 2021             | 青森             | 28               | JFL              | 20               | 0                | -                | -                | -                | -                | 20               | 0                |
| 通算             | 日本             | 日本             | J2               | 241              | 26               | -                | -                | 8                | 3                | 249              | 29               |
| 通算             | 日本             | 日本             | J3               | 75               | 2                | -                | -                | -                | -                | 75               | 2                |
| 通算             | 日本             | 日本             | JFL              | 61               | 4                | -                | -                | 1                | 0                | 62               | 4                |
| 通算             | 日本             | 日本             | 他               | -                | -                | -                | -                | 2                | 0                | 2                | 0                |
| 総通算           | 総通算           | 総通算           | 総通算           | 377              | 32               | -                | -                | 11               | 3                | 388              | 35               |

- Jリーグ初出場 - 2008年3月9日 J2 第1節 対セレッソ大阪戦（笠松運動公園陸上競技場）
- Jリーグ初得点 - 2008年5月10日 J2 第13節 対モンテディオ山形戦（NDソフトスタジアム山形）